# オール (小説)
『オール』は、山田悠介の小説シリーズ。

## 概要
一流企業に就職したものの毎日がつまらなくて辞めた主人公が、少々謎に満ち溢れている有限会社『何でも屋』で働く様子を描いた作品。山田悠介の小説にしては珍しくホラー要素が少ない作品である。
2011年4月25日に続編となる『オール ミッション2』が出版された。本書は、主人公・健太郎に「アレを探してほしい」「コレを手伝ってほしい」といった要望を読者から募集し、その中から著者の山田がこれぞと思うものを選んで小説の題材にした、読者と山田とのコラボレーション小説となっている。

## あらすじ

### オール
ゴミ屋敷
2年前、一流アパレル企業に就職が決まり高知から上京した荻原健太郎。しかし、思っていたよりも刺激がなく、ただこき使われるだけの日々が続き、1年足らずで辞めてしまう。それ以来アルバイトで生活をつないでいたが、半年間勤めていたビルの清掃員のバイトもアパレルと同じように飽きてしまい辞めてしまった。高知の母には退職のことは告げておらず、今でも一流企業に勤めていると嘘をつき続けている。この窮地を何とか脱したいが、いいバイトは見つかりそうもない。
そんな時ふと目にした、『何でも屋』という奇妙な会社のアルバイト募集のチラシ。とりあえず、といった軽い気持ちで電話した健太郎はそこで働くことに。陽気な社長の花田彰三をはじめ、大男の大熊徹、痩せ細った天然パーマの長崎雄太とともに健太郎の新たな人生が始まった。
健太郎が『何でも屋』で新たな生活をスタートさせてから4日目。事務所には「私を見つけて」という差出人不明の奇妙なメールが届く。ゴミ屋敷になってしまった自分の家を午後5時までに終わらせてくれれば報酬として500万円払ってくれるという。いかにも怪しい雰囲気が漂っており、花田はどうするべきか悩んでいたが、お金に目がない長崎の強引な説得によって折れ、依頼を引き受けることに。
現場は本当にゴミであふれていた。依頼者が見つからず、半ば半信半疑ながらも作業を開始する健太郎たちであったが、事態は途中で思わぬ方向へと引っ張られていく。
運び屋
殺人事件としてニュースにも流れた『ゴミ屋敷事件』から2週間後。季節はもうじき4月になろうとしており、桜が満開である。それとは裏腹に、健太郎の気分はブルーに落ち込んでいた。その原因は、アメリカから帰国してきた彼女・渡辺梓。帰国した彼女は3日間健太郎の家に泊まることになり、彼は真実を話そうとする。しかし梓は健太郎がアパレルに勤務しているエリートだと信じ切っており、どんな反応が返ってくるか怖くて真実を語るに語れない健太郎は、彼女が高知に帰るまでずっと『エリート』を装い続けていた。
数日後。事務所にはおかしなくらい依頼が入らず、ようやく入ってきた貴重な仕事も花田がもっていってしまい、部屋には3人が取り残されていた。休憩室で賭けトランプをして時間を潰していると、何やら怪しそうな男が入ってくる。黒いセカンドバッグを、指定の場所に届けろというのだ。中身を聞いても答えてくれず、疑問ばかりが募る3人。男は報酬として200万は入っている封筒を渡して去っていった。健太郎はやめたほうがいいと拒否するが、長崎はあっさりと引き受けてしまい、健太郎も報酬に誘惑されて渋々ながらも了解する。指定された住所は「横浜市中区山下町山下埠頭第一倉庫」。健太郎の嫌な予感は、現実のものになりそうだった。
会社の軽トラで目的地へ出発した3人。道は思ったより混んでなく、車内も笑いに満ちていた。しかしその数分後、健太郎が異変に気づく。彼が言うには、車の後ろを白いベンツがぴったりとくっついてきているという。最初は遅い車をからかっていたと思っていたが、何度車線変更したりスピードを上げたりしても差は広げられず、むしろ段々と縮まっていくばかり。そして車の主がヤクザだと確信した健太郎は追いつめられ、長崎の制止も聞かずにスピードを上げるが、やはり振り切ることはできない。どうしようかと悩んでいると、突然彼の携帯電話が鳴り響く。
政略結婚
季節はもう10月。梓と別れてしばらくはショックで落ち込んでいた健太郎だったが、時間が経つにつれて心の傷が癒されていき、現実を認めることができた。
花田たちから強引に麻雀を教えられて早1ヶ月。ほとんど勝った日がなく、憂鬱になっていた健太郎。最近は大きな仕事どころかちょっとした依頼も入ってこない。だから1日中麻雀をやる羽目になるものの、小さな依頼すら入ってこないため、給料がもらえないどころか麻雀でお金を吸われていく一方。彼はこの悪循環から早く抜け出したいと思っていた。
そんな願いが通じたのか、事務所に1人の少女が入ってきた。少女の名は三星尚子。彼女は、兄とある女性を会わせてあげたいという。会うだけなら会えばいいと思う健太郎だったが、尚子は詳しい事情を話そうとせず、怪しいと感じていた。尚子曰く、彼女は3日後に結婚式を挙げるのだそうで、その前に一目だけでも会わせてあげたいとのこと。長崎が報酬を要求すると、尚子は100万円を差し出した。ゼロの多さに驚きを隠せない4人。花田は考えの末、依頼を引き受けることに。入院している兄の方はいいとして、彼女をいかにして連れ出すかが大きな難題であった。4人は考えに没頭するものの、良案は思い浮かばない。すると突然長崎が作戦を発表する。その作戦に、一同は不安を隠せない。しかも半強制的にその作戦に参加することになった健太郎であった。
母
三星尚子から受けた依頼から半年。健太郎が家に帰ると、母からの差し入れと共に伝言が残されていた。はるか遠くから援助してくれているのに、今の心境を知ったらどうなるだろうと心では大きな罪悪感を抱くとともに、こうしていられるのは母のおかげだろうと改めて実感した健太郎。彼はそれと同時に「何でも屋でやっていこう」と決意する。
次の日。健太郎は花田から正社員にならないか、という話を持ちかけられる。この仕事をやり続けようと決めた彼にとっては願ってもない誘いであるが、母に内緒で正社員になってはいけないような気がした健太郎は、実家に帰って母に真相を話そうとする。
帰る準備をしようと健太郎が家に帰ってくると、なんと母が突然彼のアパートに帰ってくる。真実を話そうとするが、やはり今の自分を打ち明けることができない。そこで健太郎は、ある方法で今の自分を知ってもらおうとする。
数日後。花田は健太郎に、常連である大野家の老婦人の激しいホームヘルパー業務を肩代わりさせる。その老婦人は足が不自由なだけで体自体は元気なのだが、彼によると足が悪いのを口実にあれこれとこき使わせるらしい。そんな婆さんの相手をするのか、と嫌な顔をする健太郎。しかし大切な常連客であるうえ、社長の命令を断ることはできず、仕方なく引き受けることに。
最後の仕事
健太郎と母のやりとりを見て、実家である畳屋を継ぐため、3月いっぱいで何でも屋を去ることになった長崎。彼にとっての何でも屋最終日は嘘のように急がしく、彼が今日で最後なんだ、と考える時間もないまま1日が終わった。この日花田が送別会を開いたが、長崎はあまりしゃべらず、なんだか人が変わったみたいだなと健太郎は感じていた。
4月1日から事務所の雰囲気はガラリと変わった。ムードメーカーがいなくなってしまったため、毎日のように繰り広げられていた麻雀や賭けトランプもやらなくなった。
変わったのはそれだけではなく、その日から健太郎は正社員になった。手紙を読んだ晩、彼は母に電話をした。母は優しく対応してくれ、ただ一言「がんばりなさい」と言ってくれた。
その晩、花田は2人を夕飯に誘った。花田が飯をおごるのは珍しいことであり、彼なりに職場を明るくさせようとしているのかもしれない。もちろん2人はついて行った。
花田にステーキをごちそうしてもらった2人は、そのまま彼に連れられてスナック『雫』へとやってきた。ここ何の変哲もないごく普通のスナックで、花田とは長年の付き合いであるという。ちなみに健太郎が来るのはこれで4回目である。
彼は店自慢のホステス・中沢夏美とのやりとりから、長崎がケジメをつけずに去っていったことを知り、説教しようと大熊とともに長崎の実家へと向かう。

### オール2
タイムカプセル
長崎雄太が実家を継ぐために『何でも屋 花田』を去り、健太郎は引き続き正社員として社長の花田や先輩の大熊と共に依頼をこなす日々を送っていた。
ある日、花田が人手を確保するために求人を出し、それに応募してきたのはチャラチャラしていい加減な性格の新人バイト・駒田貞治と、事務員として応募してきた女性・篠原由依。篠原が加入したことで社内の雰囲気も変わるが、健太郎は自身とは正反対の人間である駒田とは反りが合わない日々が続いていた。
そんな時、『何でも屋 花田』にとある依頼が訪れる。その内容は小学校時代に埋めたタイムカプセルを見つけてほしいというもので、特に何の変哲もない内容だったが、何故か依頼人の男は焦りと苛立ちを見せるようになっていく。
エスコート
新たな体制で始動した『何でも屋 花田』に更なる依頼が訪れる。
依頼主は大手企業のトップの娘だが、彼女の性格は金持ちの子どもらしく傲慢で高飛車なもの。更に依頼内容は彼女を満足させるというものであり、相手は世界一周旅行ですら飽きてしまった難敵。そんな依頼を押し付けられた健太郎は悩むが、駒田の提案でとある場所へ彼女を連れていくことにする。
ベースボール
『何でも屋 花田』に次の依頼が訪れるが、その内容はこれまでとは一味違うもの。
依頼人は駒田とは顔見知りのようだが、駒田自身は依頼人が来るや否や嫌な顔をする。そんな彼らを見た健太郎たちは2人の関係性について聞くが、そこで明らかになったのは、いい加減な性格の新人バイト・駒田の意外な過去だった。
チェイス
健太郎は前々から想いを寄せている事務員・篠原をデートに誘う。良い感じになる2人だが、実は数日前に駒田とも食事に行っていたことを彼女から聞いた健太郎は動揺しペースを崩され、散々な結果になってしまった。
そんな時、『何でも屋 花田』に依頼人として訪れたのは意外なことに男子中学生。依頼内容も「好きな人に告白する手助けをして欲しい」というもので、健太郎たちは何故そんな依頼をするのかと不思議に思ったが、依頼人が想いを寄せる相手が少々難敵であることを思い知る。
カジノ
健太郎の携帯にかかってきたのは駒田からの電話。珍しいと思った健太郎だが、その内容は駒田が監禁されているというものだった。
健太郎は指定された場所に篠原と共に急いで向かうが、そこは暴力団が取り仕切る闇カジノで、駒田は騙されて300万円の借金を作ってしまったようだ。当然そんな大金を返すことも出来ず窮地に陥る3人だが、カジノを取り仕切る男からは借金帳消しと引き換えにある依頼をされる。それは、不良の道に走ってカジノに入り浸る大親分の一人娘を連れ戻すというもの。
裏社会に飛び込むという、過去最高難易度の依頼に直面した健太郎の運命や如何に。

## 登場人物

### 『何でも屋 花田』の従業員
荻原 健太郎（おぎわら けんたろう）
本作の主人公。女手一つで育ててくれた母に報いるため、高知から都内の一流大手アパレル企業に就職したが、思い描いていた理想とはかけ離れた現実に嫌気が差して退職して以降、その日暮らしを続けていた。そんな時、『何でも屋 花田』の求人を見つけてアルバイトとなり、不安定な仕事ではあるものの良い上司や同僚に囲まれ、生き甲斐を見出していく。付き合って4年の彼女・渡辺梓とは、彼女が洋服の勉強のために渡米して以降は疎遠になっていたが、後に再会を果たす。
実直な性格の持ち主で学もあるが故、周りからは面倒な依頼を押し付けられることも多いが、困難に直面しても状況を打破できる頭の回転の良さと大胆さも持ち合わせている。後に自身の真相を知った母親からは拒絶されるも紆余曲折を経て和解し、終盤では正社員にまで昇格する。
続編の『オール2』でも正社員として活動しており、新たに入った事務員・篠原由依に恋心を抱くようになったと同時に、自身とは正反対の性格の持ち主でいい加減な新人・駒田貞治とは反りが合わず気苦労が絶えない。最終的には“カジノ篇”での騒動を終え、駒田の後押しもあって遂に篠原へ告白。結果は「考えておきます」と言われたが、とりあえず良い返事であることを理解したところで物語の幕は閉じる。
花田 彰三（はなだ しょうぞう）
『何でも屋 花田』の社長。穏やかな性格だが、時には社長として締めるところは締める。元・マル暴の刑事で地元の警察はもちろん、暴力団組長とも顔見知りであるため、その経歴が度々健太郎たちの危機を救うこともある。
大熊 徹（おおぐま とおる）
『何でも屋 花田』の先輩社員の一人。名前の通り大柄な体格と無口な性格だが、不器用で照れ屋な一面も見せる。本人曰く、学生時代は野球でキャッチャーを務めており、高校時代には甲子園まであと少しだったとのこと。実際、『オール2』ではブランクが長いのにもかかわらず、（相手が子供だったとはいえ）場外ホームランを放っており、野球でならした駒田をして「バケモン」と評する実力を持つ。
長崎 雄太（ながさき ゆうた）
『何でも屋 花田』の先輩社員の一人。ボクシングに打ち込んでいた過去があり、プロボクサーの資格を持っていたが、友人を助けたことがキッカケで資格を剥奪され、夢破れた過去がある。駒田ほどではないがデリカシーのない言動も多く、健太郎からは良く思われないこともあるが、先輩としては基本的に信頼されている。
実家は茨城県の『長崎畳店』で、当初は家業を継ぐことに反発して家を飛び出していたが、母の体調不良を機に実家を継ぐことを決め、『何でも屋 花田』を退職する。しかし、健太郎の説得で“最後の仕事”にケジメをつけ、夏美と結ばれた。
駒田 貞治（こまだ さだはる）
『オール2』より登場した、『何でも屋 花田』の新人バイト。チャラチャラした風貌にいい加減な性格と今風な若者で、正反対の健太郎とは反りが合わないが、大熊のことは内心恐れている。また、時折大胆な行動を見せることもあり、その度に健太郎をヒヤヒヤさせる。
かつては野球でピッチャーとしてならした実力者であり、高校でも一年時からレギュラーとして活躍、神奈川県内でも「甲子園確実」と言われていたが、三年時に怪我で夢を絶たれ、以降は高校も中退していい加減な暮らしをしていた。しかし、野球への思いは現在でも捨てておらず、“ベースボール篇”では弱小チームを1週間で強豪と渡り合う程にまで成長させるなど、指導者としての才能も秘めている。
終盤の“カジノ篇”にて田代組から借金を作ってしまい、借金帳消しと引き換えに、不良の道へと走ってしまった大親分の娘・優樹を健太郎と共に連れ戻すことになる。ルーレットのイカサマ対策のため、野球での経験を活かしてブレーカーの電源を投擲で落とすなどの活躍を見せた。
篠原 由依（しのはら ゆい）
『オール2』より登場した、『何でも屋 花田』に事務員として入社した新人。社内でも唯一の女性のため、特に社長の花田は喜んでいた。喜怒哀楽が強い性格で、相手が暴力団であろうと物怖じしない芯の強さも持ち合わせている。
元々は北海道の田舎で育ったが、古風な両親と田舎暮らしに嫌気が差し、東京で一人前になるため上京してきた。しかし、そこで就職難に陥り、『何でも屋 花田』に入社した。そのため、健太郎とは境遇が少し似ており、彼から想いを寄せられる。
終盤での“カジノ篇”では任務を課せられた健太郎と駒田の人質として田代組から拘束されてしまう。結果的に任務を成功させた健太郎の手によって解放され、彼から告白を受けた際には「考えておきます」と言ったものの満更ではない模様。

### 依頼者たち

#### ゴミ屋敷
中越 光子（なかごえ みつこ）
ゴミ屋敷の中で遺体となって発見された老婆。その際は鍵を大事に握りしめていた。
その正体はゴミ屋敷の住人で、かつては夫と共に住んでいたが、夫を亡くして以降は気が狂ってしまい、屋敷は荒れ果ててしまった。それでも息子が定期的に世話をしていたが、息子も亡くなった後は折り合いの悪い義理の娘・冬子に暫く世話を受けていた。しかし、冬子の目的は遺産であり、最終的には遺産が見つからないことに苛立った冬子に放置されて亡くなったことが判明した。なお、遺体は錯乱した冬子によって燃やされてしまった。
騒動後は鍵を手にした健太郎たちが報酬金を受け取ったが、結局『何でも屋 花田』に依頼を送った人物は謎のままである（依頼文が来たのは光子が亡くなった後のため）。
中越 冬子（なかごえ ふゆこ）
光子の義理の娘（光子の息子の妻）。光子とは折り合いが悪かったらしく、一人残された彼女の世話をしていたのも遺産のためである。
光子の遺体と鍵を見つけた健太郎たちの目の前に現れ、鍵を渡すよう迫るも拒否され、逆上して屋敷に火をつけた。騒動後は警察に逮捕された。

#### 運び屋
渡辺 梓（わたなべ あづさ）
健太郎の彼女だが、2年前に洋服の勉強のために突如渡米して以降、彼とは疎遠になっていた。しかしある日突然帰国し、健太郎が未だに服飾関係の仕事をしているのだと思い込んで再び交流を始める。それによって健太郎は深刻な悩みを抱えることになるが、再会を通じて彼女への恋心を取り戻すようになり、真実を告げずにいた。
すぐに高知に帰る予定だったが、再会を通じて健太郎に違和感を感じ、実は健太郎を尾けていた。それによって健太郎の真相を知ると共に、運び屋の依頼をされた健太郎たちを追う暴力団・小野寺組によって拘束されてしまう。最終的には健太郎によって救出され、そのこと自体には感謝したものの、服飾関係の仕事を辞めたことには落胆し、彼の元を去っていった。
篠田 真次（しのだ しんじ）
暴力団・小野寺組系列の構成員で本エピソードの依頼人。健太郎たちに「ある物」を運ぶように依頼し、大金を置いていった。
「ある物」の正体は覚醒剤であり、元々は組の命令で覚醒剤を運んでいたが、金に目が眩んで一緒に運んでいた構成員を殺害し、対立組織・西田組に高値で売ろうとしていた。依頼金も逃亡する際に組の金庫から盗んだ物。なお、警察からは殺人容疑で行方を追われているが見つかっていない。

#### 政略結婚
三星 尚子（みつぼし なおこ）
大手製薬会社・三星製薬の娘で本エピソードの依頼人。兄・孝志が政略結婚によって恋人・典子との仲を引き裂かれた現状を受け、彼らを会わせるために依頼をする。
三星 孝志（みつぼし たかし）
三星製薬の跡取り。恋人の典子の政略結婚によって仲を引き裂かれたことを受け、失意によって体調を崩してしまうが、尚子の依頼を受けた花田と大熊によって病院から連れ出され、典子と再会を果たす。
最後は互いの家の事情を優先させ、典子とは別れることを決意したが、健太郎には別れたくないと本音を漏らした。
山内 典子（やまのうち のりこ）
大手飲食会社・山内グループの娘。孝志とは相思相愛だったが、同業他社・高田グループとの事業提携のために政略結婚をすることとなり、孝志とは引き裂かれていた。
結婚式当日に健太郎と長崎によって連れ出され、孝志と念願の再会を果たす。暫く思い出を語り合った後、最終的には互いの家の事情を優先し、最後の思い出として孝志と結婚式さながらの写真を撮った。

#### 母
荻原 美千子（おぎわら みちこ）
健太郎の母親。息子が幼い頃に夫を亡くし、以降は女手一つで息子を育ててきた。健太郎の方も彼女に報いるために大手企業に就職し、母としてそれを誰よりも喜んでいたが、実際は息子が退職していたことを知らなかった。
突如息子の元を訪れ、これ以上隠しきれないと感じた健太郎は実際に何でも屋の仕事を見せるが、その現状に失望と怒りを見せて田舎に帰ってしまう。しかし、後に手紙で花田たちに謝罪すると共に息子の選んだ道を応援し和解した。
大野 雅美（おおの まさみ）
本エピソードの依頼人。専業主婦を20年間勤めてきたが、子育てが一段落したのを機にお花教室に通うようになり、その間の家事を『何でも屋 花田』に依頼する。義理の母親とは対照的に優しい性格。
老婆
雅美の義理の母親。足が不自由であるものの元気であり、性格もワガママ、意地悪、人使いが荒いと非常に扱いづらい人物。大野家の家事を『何でも屋 花田』に頼んでおり、代理で訪れた健太郎のこともこき使った。
しかし、最後は依頼をこなした健太郎に「また来なさい」と声をかけ、健太郎の方も自身を孫と重ねていたこと、実際は寂しがり屋な性格なのではないかと推察した。

#### 最後の仕事
中沢 夏美（なかざわ なつみ）
花田たちがよく通うスナック『雫』のホステス。元々は六本木の店にいた。長崎とは実は相思相愛で、彼が相談もなしに仕事を退職したことにショックを感じていた。同時にストーカーからも狙われていたが、健太郎たちが長崎を連れ戻してケリをつけ、最後は長崎と一緒に生活することを選んだ。
ママ
スナック『雫』のママ。
ストーカー
夏美をストーカーしていた客。会社をクビになった際、夏美に（商売として）優しくされたことをキッカケに歪んだ感情を抱くようになり、ストーカーをするようになる。
“最後の仕事”として戻ってきた長崎や健太郎たちの前に現れ、遂には怒りが爆発して刃物を振り回す暴挙に出たが、最後は健太郎に諭されて崩れ落ちた。

#### タイムカプセル
沖田 俊介（おきた しゅんすけ）
本エピソードの依頼人。小学校時代に埋めたタイムカプセルを見つけて欲しいという依頼をし、健太郎たちと共に探すことになる。何故かタイムカプセルに異常な執念を抱いており、中々見つからないことに焦りと苛立ちを見せていく。
実はカプセルに埋めた人形が現在ではプレミア価格がついていることを知り、それを手に入れようと『何でも屋 花田』に依頼してきた。一見気弱に見えるが、自分の思い通りにならないと凶暴な本性を見せ、健太郎からは危険な人間と評された。
結局タイムカプセルの中に人形は見つからなかったため、本性を見せて去っていった。後日、タイムカプセルを一緒に埋めた友人が人形を奪ったとして、友人を殺害して逮捕されたが、その友人が本当に人形を持っていたのかは定かではない。

#### エスコート
麻里奈（まりな）
本エピソードの依頼人。パチンコ屋の他にも様々な事業を手掛ける巨大グループ・小野田グループのトップの娘で、自らを次期社長と称する。性格はボンボンらしく傲慢で高飛車そのものであり、健太郎からは小野田グループは彼女の代で終わりとまで思われていた。世界一周旅行ですら飽きてしまい、自身を満足させて欲しいという依頼を『何でも屋 花田』にする。
中学生の頃に母親を亡くした過去があり、実際の性格も幽霊やゴキブリを怖がるというごく普通の女の子といったものだが、周りにはつい見栄を張ってしまっていた。
駒田の提案で健太郎によって廃病院に連れていかれるも、そこで本当に幽霊に遭遇してしまった上に母の形見のイヤリングを失くしてしまう。結果的にイヤリングは見つかるも機嫌を損ね、健太郎を軽蔑して去っていった。

#### ベースボール
野口（のぐち）
本エピソードの依頼人。駒田の実家の近所に住んでおり、ケンボウの母親。駒田からは「お節介ババア」と呼ばれている。
駒田が怪我で野球から遠ざかっていたことを知っていたが、彼を可愛がっていた老婆が亡くなったこと、かつて所属していた野球チームが連敗続きであることを受け、チームを勝たせて欲しいと依頼し、駒田も渋々了承することとなる。
結果的にチームは駒田の指導で強豪と渡り合うほどにまで成長したものの負けてしまったが、感動した試合を見せてくれた彼に感謝した。
ケンボウ
野口の息子で駒田とも顔見知り。駒田もかつて所属していた野球チーム『ブラックイーグルス』のメンバー。チーム内でも通算ヒット数が0本だったが、最後は駒田の指導で三塁打を打つことができた。

#### チェイス
遠藤（えんどう）
本エピソードの依頼人である男子中学生。保健室の先生・鮎川に叶わぬ恋をしており、何とか想いを伝えたいと『何でも屋 花田』を訪れる。
鮎川をなんとか振り向かせるために考えた結果、健太郎の発案で一芝居（悪漢を装った健太郎と大熊を撃退するというもの）打つことにしたが、直後にそのシナリオが実際に起こってしまう。結果的に健太郎たちの助けもあって鮎川を救うことができ、そのまま彼女にプロポーズするも断られてしまったが、大人になっても想いを持っていたとしたら友達から付き合うと言われ、最後は健太郎の計らいでデートが出来ることに感謝した。
鮎川（あゆかわ）
遠藤の学校の保健室の先生で、彼からは想いを寄せられている。生徒を思う優しい性格。
以前から同僚の教師・望月から強引に言い寄られており、遠藤の依頼を受けた健太郎と大熊の目の前で拉致されてしまう。望月を撃退した遠藤たちに感謝したが、彼の告白は互いの関係性から断ってしまう。しかし、大人になっても自身に想いを寄せていてくれたら友達から付き合うと言い、最後は健太郎の願いで遠藤とデートすることにした。
望月（もちづき）
鮎川の同僚の理科教師。遠藤曰く普段は地味だが、健太郎たちの前にはホストのような風貌で現れたため、彼らからは「いけ好かない奴」と言われていた。
鮎川にしつこく言い寄っており、遠藤たちの目の前で彼女を拉致するが、それを追ってきた彼らに追い詰められる。その際に隠していた本性を見せたが遠藤に殴られ、最後は大熊に威圧されて逃げ去った。

#### カジノ
優樹（ゆうき）
暴力団・田代組の大親分の一人娘であり、学生時代までは普通の女子だったが、卒業後に不良の道に走り、以降は田代組の金を持ち出しては対立組織・大森組系列のカジノに入り浸っていた。駒田からは「かなりのワル」と言われていたが、健太郎は「ただつっぱっているだけ」と評した。しかし、大親分の娘らしい迫力や義理堅さを見せることもある。
田島の依頼を受けた健太郎たちにカジノ通いを止めるように説得されるも拒否し、健太郎が自身の持ち金を倍にしたらギャンブルを止める代わりに失敗したら彼を奴隷にする契約を交わす。結果は健太郎が一世一代の博打に勝ったことで彼を認め、カジノ通いを控えることにした。
田島（たじま）
田代組の若頭で本エピソードの依頼人。BAR『トムキャット』の地下にある闇カジノを取り仕切っている。口調は穏やかだが迫力は極道そのもので、健太郎も「一番危険」と評していた。
カジノで借金を作った駒田を監禁し、それを受けた健太郎たちが何でも屋であることを知ると、借金帳消しと引き換えに大親分の娘・優樹のカジノ通いを止めさせるように依頼する。その際に担保として篠原を拘束し、失敗したら彼女を風俗店に売り飛ばすと脅した。最後は健太郎たちが優樹を無事連れ戻したことで3人を解放した。
森岡（もりおか）
田代組と対立する暴力団・大森組の構成員でBAR『ブルドッグ』の地下に広がる闇カジノを取り仕切っている。田島と同じく物腰は柔らかいものの部下を従えているほどの権力を持つ。
ルーレットに大勝ちしたが支払いを巡ってトラブルになっていた優樹たちを仲裁し、田代組と争うことを回避するために賭け金を支払った。

## 用語

### 会社･企業
何でも屋
この物語のメインとなる会社。その名の通り可能な限りの注文を受け、報酬は依頼人が満足された分だけ払ってもらう。給料は完全歩合制。現在の従業員は社長の花田彰三をはじめ、荻原健太郎、大熊徹、バイトの駒田貞治、事務員の篠原由衣の6人。過去には長崎雄太も勤務していた。
山内グループ
山内典子の実家。知らない者はいないほど有名な大手飲食店グループで、飲食店といえばこの会社である。高田グループと政略結婚をしようとする。
三星製薬
三星兄妹の実家。CMを出すほど有名な大手薬品会社。
高田グループ
大手飲食店グループ。山内グループと政略結婚をしようとする。
小野田グループ
麻里奈の実家。 パチンコやホテルなどさまざまなジャンルで有名な会社。

### お店
スナック『雫』
花田たちがよく通うスナック。
長崎畳店
長崎雄太の実家。長崎は家業を継ぐことに反発して家を飛び出していた。

### 裏社会関係
小野寺組
篠田が所属する暴力団。覚醒剤取引を収入源の一つとしている。組長と花田は顔見知りの関係。
西田組
小野寺組と対立関係にある暴力団。
田代組
優樹の父親がトップに立つ暴力団。田島も所属している。収入源の一つとしてBAR『トムキャット』の地下に広がる闇カジノがある。
大森組
田代組と対立する暴力団。森岡が所属している。収入源の一つとしてBAR『ブルドッグ』の地下に広がる闇カジノがある。

### 野球チーム
ブラックイーグルス
ケンボウが所属している野球チームで、駒田もかつて所属していた。駒田の代は強豪チームだったが、現在では弱小チームとなっており、メンバーも9人ギリギリ。
ホワイトキャッツ
隣町にある強豪チーム。駒田によると、彼の時代では弱かったとのこと。